# Гонсало Кастро
Гонсало Кастро «Гонзо» Рандон (нім. Gonzalo Castro Randon, нар. 11 червня 1987, Вупперталь, ФРН) — німецький футболіст іспанського походження, півзахисник.

## Футбольна біографія
Гонсало Кастро Рандон народився в місті Вупперталь в сім'ї вихідців з Іспанії. Свої перші кроки в футболі робив в місцевих дитячих командах та згодом появився в складі «Пост» (Вупперталь), а звідти перебрався до юнацької команди відомого клубу «Вікторія» (Ротт). А вже в 1999 році його було запрошено до фарм-клубу леверкузенського «Баєра» — СК «Баєр» (Вупперталь). В цій команді 12-річний юнак почав розвивати свої футбольні здібності й виступати на численних юнацьких турнірах й навіть пробувати себе в основній команді.

### Період в Леверкузені
Вдала гра у Вупперталі сприяла запрошенню Гонсало до футбольної академії Леверкузена, де, починаючи з 1999 року по 2004 рік, він відточував свою футбольну майстерність в другій команді «фармацевтів». «Гонзо» вдалося швидко пробитися до основного складу й стати ключовим гравцем команди — тому коли в головній команді клубу настала зміна поколінь — тренери звернули увагу на найкращих гравців молодіжного складу, серед тієї когорти новачків й виявився Гонсало Кастро Рандон.

## Статистика
| Клуб                | Сезон   | Ліга | Ліга | Кубок | Кубок | Кубок Ліги | Кубок Ліги | Єврокубки | Єврокубки | Разом | Разом |
| Клуб                | Сезон   | Ігри | Голи | Ігри  | Голи  | Ігри       | Голи       | Ігри      | Голи      | Ігри  | Голи  |
| ------------------- | ------- | ---- | ---- | ----- | ----- | ---------- | ---------- | --------- | --------- | ----- | ----- |
| «Баєр» (Леверкузен) | 2004/05 | 13   | 0    | -     | -     | 1          | 0          | 1         | 0         | 15    | 0     |
| «Баєр» (Леверкузен) | 2005/06 | 21   | 0    | 2     | 0     | 1          | 0          | -         | -         | 24    | 0     |
| «Баєр» (Леверкузен) | 2006/07 | 26   | 3    | 1     | 0     | -          | -          | 11        | 0         | 38    | 3     |
| «Баєр» (Леверкузен) | 2007/08 | 33   | 1    | 1     | 0     | -          | -          | 11        | 0         | 45    | 1     |
| «Баєр» (Леверкузен) | 2008/09 | 27   | 2    | 6     | 0     | -          | -          | -         | -         | 33    | 2     |
| «Баєр» (Леверкузен) | 2009/10 | 29   | 1    | 1     | 0     | -          | -          | -         | -         | 30    | 1     |
| «Баєр» (Леверкузен) | 2010/11 | 11   | 2    | 1     | 0     | -          | -          | 4         | 1         | 26    | 3     |
| Разом               |         | 160  | 9    | 12    | 0     | 2          | 0          | 29        | 1         | 201   | 63    |
| Всього за кар'єру   |         | 160  | 9    | 12    | 0     | 2          | 9          | 29        | 1         | 201   | 63    |

## Досягнення
- Чемпіон Європи (U-21): 2009
- Фіналіст кубка Німеччини: 2009.
- Володар Кубка Німеччини (1):

«Боруссія» (Дортмунд): 2016–17